# 梅尼奇戈洛山
46°11′09″N 10°36′22″E / 46.18595°N 10.6061°E
梅尼奇戈洛山（義大利語：Monte Menicigolo），是意大利的山峰，位於該國北部，由特倫蒂諾-上阿迪傑大區負責管轄，屬於阿達梅洛-普雷薩內拉阿爾卑斯山脈的一部分，海拔高度2,636米，每年平均降雨量1,357毫米。